# Lista över insjöar i Sverige med namn som slutar med -aren

Spridning av sjöar med namn som har efterledet -aren i Sverige

Lista över sjöar i Sverige som slutar på aren och som har Wikipedia-artikel, med undantag för maren, -tvaren och hammaren, samt ett antal andra, som har andra efterled:
- Sutaren, sjö i Falkenbergs kommun och Halland 57°03′52″N 12°52′19″Ö / 57.06440°N 12.87183°Ö
- Ellaren, sjö i Hultsfreds kommun och Småland 57°20′58″N 15°55′17″Ö / 57.34942°N 15.92149°Ö
- Fälgaren, sjö i Västerviks kommun och Småland 57°45′12″N 16°23′21″Ö / 57.75336°N 16.38903°Ö
- Gagnaren, sjö i Västerviks kommun och Småland 57°47′55″N 16°32′56″Ö / 57.79858°N 16.54884°Ö
- Innaren, sjö i Växjö kommun och Småland 56°59′51″N 14°56′24″Ö / 56.99753°N 14.94008°Ö
- Kogaren, sjö i Västerviks kommun och Småland 57°48′39″N 16°15′35″Ö / 57.81072°N 16.25974°Ö
- Kvännaren, sjö i Västerviks kommun och Småland 57°45′11″N 16°35′13″Ö / 57.75292°N 16.58687°Ö
- Lilla Nätaren, sjö i Jönköpings kommun och Småland 57°45′43″N 14°35′48″Ö / 57.76194°N 14.59660°Ö
- Lilla Svinnaren, sjö i Västerviks kommun och Småland 57°45′44″N 16°28′42″Ö / 57.76234°N 16.47821°Ö
- Norra Linkaren, sjö i Vimmerby kommun och Småland 57°47′34″N 15°43′02″Ö / 57.79291°N 15.71710°Ö
- Snesaren, sjö i Vimmerby kommun och Småland 57°43′38″N 15°52′02″Ö / 57.72730°N 15.86730°Ö
- Solaren, sjö i Vimmerby kommun och Småland 57°45′54″N 15°56′47″Ö / 57.76512°N 15.94650°Ö
- Stora Nätaren, sjö i Jönköpings kommun och Småland 57°48′06″N 14°33′29″Ö / 57.80162°N 14.55810°Ö
- Stora Svinnaren, sjö i Västerviks kommun och Småland 57°45′53″N 16°29′52″Ö / 57.76484°N 16.49775°Ö
- Svinnaren, sjö i Västerviks kommun och Småland 57°49′50″N 16°23′01″Ö / 57.83069°N 16.38371°Ö
- Södra Linkaren, sjö i Vimmerby kommun och Småland 57°47′14″N 15°43′26″Ö / 57.78717°N 15.72384°Ö
- Vångaren, sjö i Västerviks kommun och Småland 57°46′10″N 16°26′48″Ö / 57.76951°N 16.44675°Ö
- Älmaren, sjö i Västerviks kommun och Småland 57°48′54″N 16°20′45″Ö / 57.81496°N 16.34577°Ö
- Öjaren, Småland, sjö i Växjö kommun och Småland 57°04′21″N 14°51′19″Ö / 57.07244°N 14.85523°Ö
- Hattaren, sjö i Skara kommun och Västergötland 58°27′07″N 13°41′50″Ö / 58.45184°N 13.69712°Ö
- Mölnaren, sjö i Marks kommun och Västergötland 57°33′29″N 12°24′09″Ö / 57.55798°N 12.40260°Ö
- Rinnaren, sjö i Skara kommun och Västergötland 58°27′00″N 13°41′22″Ö / 58.45001°N 13.68952°Ö
- Björknaren, sjö i Boxholms kommun och Östergötland 58°10′58″N 15°07′54″Ö / 58.18280°N 15.13174°Ö
- Byngaren, sjö i Valdemarsviks kommun och Östergötland 58°16′43″N 16°32′10″Ö / 58.27857°N 16.53619°Ö
- Följaren, sjö i Åtvidabergs kommun och Östergötland 58°14′04″N 15°55′08″Ö / 58.23436°N 15.91890°Ö
- Hultaren, sjö i Boxholms kommun och Östergötland 58°14′20″N 14°56′14″Ö / 58.23900°N 14.93709°Ö
- Jälmaren, sjö i Norrköpings kommun och Östergötland 58°41′40″N 16°03′36″Ö / 58.69445°N 16.05990°Ö
- Laggaren, Östergötland, sjö i Boxholms kommun och Östergötland 58°11′17″N 15°11′55″Ö / 58.18808°N 15.19862°Ö
- Nedre Emmaren, sjö i Kinda kommun och Östergötland 57°59′45″N 15°55′22″Ö / 57.99581°N 15.92288°Ö
- Regnaren, sjö i Finspångs kommun och Östergötland 58°53′22″N 15°46′39″Ö / 58.88951°N 15.77759°Ö
- Tisnaren, sjö i Finspångs kommun, och Östergötland och Södermanland 58°56′46″N 15°56′24″Ö / 58.94600°N 15.93997°Ö
- Vagnaren, sjö i Finspångs kommun och Östergötland 58°54′01″N 15°50′19″Ö / 58.90028°N 15.83848°Ö
- Öjaren, Östergötland, sjö i Boxholms kommun och Östergötland 58°08′11″N 15°12′11″Ö / 58.13638°N 15.20306°Ö
- Övre Emmaren, sjö i Kinda kommun och Östergötland 57°58′38″N 15°56′49″Ö / 57.97729°N 15.94699°Ö
- Akaren (Dunkers socken, Södermanland), sjö i Flens kommun och Södermanland 59°10′10″N 16°38′56″Ö / 59.16946°N 16.64898°Ö
- Akaren (Vårdinge socken, Södermanland), sjö i Södertälje kommun och Södermanland 59°04′30″N 17°25′42″Ö / 59.07498°N 17.42826°Ö
- Axaren, sjö i Botkyrka kommun och Södermanland 59°08′40″N 17°50′10″Ö / 59.14457°N 17.83613°Ö
- Eknaren, sjö i Nyköpings kommun och Södermanland 58°54′32″N 17°02′54″Ö / 58.90877°N 17.04837°Ö
- Enaren, sjö i Katrineholms kommun och Södermanland 58°47′37″N 16°28′22″Ö / 58.79371°N 16.47278°Ö
- Fjälaren, sjö i Finspångs kommun och Södermanland 58°51′35″N 16°10′42″Ö / 58.85962°N 16.17825°Ö
- Frejdaren, sjö i Strängnäs kommun och Södermanland 59°12′51″N 17°01′44″Ö / 59.21411°N 17.02898°Ö
- Getaren, sjö i Botkyrka kommun och Södermanland 59°09′26″N 17°52′34″Ö / 59.15723°N 17.87622°Ö
- Gömmaren, sjö i Huddinge kommun och Södermanland 59°15′10″N 17°55′09″Ö / 59.25280°N 17.91918°Ö
- Hackaren, sjö i Eskilstuna kommun och Södermanland 59°15′22″N 16°26′34″Ö / 59.25601°N 16.44287°Ö
- Henaren, sjö i Flens kommun och Södermanland 59°08′17″N 16°48′52″Ö / 59.13812°N 16.81453°Ö
- Hjularen (Helgesta socken, Södermanland, 654669-156259), sjö i Flens kommun och Södermanland 59°02′14″N 16°53′43″Ö / 59.03719°N 16.89535°Ö
- Hjularen (Helgesta socken, Södermanland, 654898-155415), sjö i Flens kommun och Södermanland 59°03′32″N 16°44′56″Ö / 59.05889°N 16.74893°Ö
- Hällaren, sjö i Eskilstuna kommun och Södermanland 59°12′08″N 16°34′04″Ö / 59.20210°N 16.56770°Ö
- Jämtaren, sjö i Södertälje kommun och Södermanland 59°07′41″N 17°19′45″Ö / 59.12816°N 17.32930°Ö
- Kolsnaren, sjö i Vingåkers kommun och Södermanland 59°02′32″N 16°00′06″Ö / 59.04215°N 16.00166°Ö
- Lanaren, sjö i Södertälje kommun och Södermanland 59°08′22″N 17°37′06″Ö / 59.13954°N 17.61828°Ö
- Lilla Näsnaren, sjö i Katrineholms kommun och Södermanland 59°01′15″N 16°11′46″Ö / 59.02071°N 16.19618°Ö
- Lilla Öljaren, sjö i Flens kommun och Södermanland 58°58′23″N 16°35′15″Ö / 58.97315°N 16.58751°Ö
- Linnaren, sjö i Gnesta kommun och Södermanland 59°08′05″N 17°03′44″Ö / 59.13470°N 17.06231°Ö
- Lixnaren, sjö i Nyköpings kommun och Södermanland 58°58′40″N 17°03′06″Ö / 58.97769°N 17.05172°Ö
- Malsnaren (Gryts socken, Södermanland), sjö i Gnesta kommun och Södermanland 59°05′25″N 17°01′29″Ö / 59.09035°N 17.02474°Ö
- Malsnaren (Årdala socken, Södermanland), sjö i Flens kommun och Södermanland 58°59′42″N 16°46′18″Ö / 58.99490°N 16.77154°Ö
- Miaren, sjö i Nykvarns kommun och Södermanland 59°12′12″N 17°28′00″Ö / 59.20334°N 17.46656°Ö
- Myssjaren, sjö i Strängnäs kommun och Södermanland 59°15′10″N 17°01′29″Ö / 59.25285°N 17.02475°Ö
- Mäskaren, sjö i Flens kommun och Södermanland 58°52′59″N 16°37′05″Ö / 58.88292°N 16.61807°Ö
- Måsnaren, sjö i Nykvarns kommun och Södermanland 59°10′39″N 17°33′52″Ö / 59.17745°N 17.56448°Ö
- Näsnaren (Björkviks socken, Södermanland), sjö i Katrineholms kommun och Södermanland 58°50′23″N 16°19′34″Ö / 58.83981°N 16.32611°Ö
- Näsnaren (Östra Vingåkers socken, Södermanland), sjö i Katrineholms kommun och Södermanland 59°01′01″N 16°09′39″Ö / 59.01704°N 16.16080°Ö
- Remnaren, sjö i Eskilstuna kommun och Södermanland 59°13′32″N 16°36′54″Ö / 59.22543°N 16.61499°Ö
- Salvaren, sjö i Strängnäs kommun och Södermanland 59°13′20″N 16°59′17″Ö / 59.22230°N 16.98794°Ö
- Svarvaren (Ludgo socken, Södermanland), sjö i Nyköpings kommun och Södermanland 58°57′07″N 17°04′30″Ö / 58.95197°N 17.07512°Ö
- Svarvaren (Sättersta socken, Södermanland), sjö i Nyköpings kommun och Södermanland 58°53′19″N 17°16′23″Ö / 58.88864°N 17.27296°Ö
- Tattaren, sjö i Vingåkers kommun och Södermanland 59°07′27″N 15°52′04″Ö / 59.12424°N 15.86767°Ö
- Tenaren, sjö i Nyköpings kommun och Södermanland 58°58′46″N 16°56′39″Ö / 58.97940°N 16.94413°Ö
- Täljaren (Lerbo socken, Södermanland, 653359-153901), sjö i Katrineholms kommun och Södermanland 58°55′34″N 16°28′43″Ö / 58.92618°N 16.47863°Ö
- Täljaren (Lerbo socken, Södermanland, 653475-153875), sjö i Katrineholms kommun och Södermanland 58°56′31″N 16°26′17″Ö / 58.94201°N 16.43812°Ö
- Viggaren, sjö i Katrineholms kommun och Södermanland 58°52′38″N 16°21′26″Ö / 58.87720°N 16.35736°Ö
- Visnaren, sjö i Strängnäs kommun och Södermanland 59°14′38″N 17°06′27″Ö / 59.24397°N 17.10751°Ö
- Yngaren, sjö i Flens kommun och Södermanland 58°51′05″N 16°35′13″Ö / 58.85133°N 16.58702°Ö
- Älskaren, Södermanland, sjö i Strängnäs kommun och Södermanland 59°12′05″N 17°02′57″Ö / 59.20126°N 17.04917°Ö
- Ältaren, sjö i Flens kommun och Södermanland 59°12′08″N 16°50′24″Ö / 59.20229°N 16.83987°Ö
- Ålskäggaren, sjö i Nyköpings kommun och Södermanland 58°56′31″N 16°57′21″Ö / 58.94204°N 16.95576°Ö
- Öljaren, sjö i Katrineholms kommun och Södermanland 59°08′04″N 16°01′21″Ö / 59.13458°N 16.02245°Ö
- Botaren, sjö i Örebro kommun och Närke 59°00′41″N 15°33′31″Ö / 59.01145°N 15.55854°Ö
- Orkaren, sjö i Askersunds kommun och Närke 58°50′27″N 15°07′03″Ö / 58.84081°N 15.11761°Ö
- Tisaren, sjö i Askersunds kommun och Närke 59°00′06″N 15°07′43″Ö / 59.00166°N 15.12867°Ö
- Fisaren, sjö i Nora kommun och Västmanland 59°36′19″N 14°48′47″Ö / 59.60541°N 14.81315°Ö
- Juckaren, sjö i Hällefors kommun och Västmanland 59°55′48″N 14°39′50″Ö / 59.92987°N 14.66379°Ö
- Kopparen, sjö i Köpings kommun och Västmanland 59°37′49″N 15°43′21″Ö / 59.63041°N 15.72255°Ö
- Laggaren, Västmanland, sjö i Norbergs kommun och Västmanland 60°09′56″N 15°47′40″Ö / 60.16567°N 15.79432°Ö
- Lilla Mörtaren, sjö i Fagersta kommun och Västmanland 60°00′13″N 15°58′19″Ö / 60.00355°N 15.97199°Ö
- Lilla Snesaren, sjö i Lindesbergs kommun och Västmanland 59°51′46″N 15°14′20″Ö / 59.86277°N 15.23902°Ö
- Ljusnaren, sjö i Ljusnarsbergs kommun och Västmanland 59°51′30″N 14°56′52″Ö / 59.85833°N 14.94768°Ö
- Silvköparen, sjö i Sala kommun och Västmanland 59°57′37″N 16°30′09″Ö / 59.96026°N 16.50251°Ö
- Skinnaren, sjö i Skinnskattebergs kommun och Västmanland 59°42′10″N 15°38′36″Ö / 59.70287°N 15.64333°Ö
- Skyltaren, sjö i Sala kommun och Västmanland 60°00′40″N 16°25′38″Ö / 60.01109°N 16.42721°Ö
- Stora Mörtaren, sjö i Norbergs kommun och Västmanland 60°00′09″N 15°59′03″Ö / 60.00255°N 15.98418°Ö
- Stora Snesaren, sjö i Lindesbergs kommun och Västmanland 59°51′52″N 15°13′35″Ö / 59.86443°N 15.22650°Ö
- Tryckaren, sjö i Köpings kommun och Västmanland 59°39′04″N 15°39′48″Ö / 59.65119°N 15.66344°Ö
- Ångnaren, sjö i Köpings kommun och Västmanland 59°38′55″N 15°38′54″Ö / 59.64857°N 15.64820°Ö
- Ösaren, sjö i Lindesbergs kommun och Västmanland 59°45′50″N 15°14′29″Ö / 59.76396°N 15.24141°Ö
- Alsnaren, sjö i Norrtälje kommun och Uppland 59°48′43″N 18°29′56″Ö / 59.81195°N 18.49877°Ö
- Blåkaren, sjö i Norrtälje kommun och Uppland 60°07′51″N 18°38′09″Ö / 60.13086°N 18.63587°Ö
- Fälaren, sjö i Tierps kommun och Uppland 60°20′16″N 17°46′52″Ö / 60.33787°N 17.78123°Ö
- Gisslaren, sjö i Östhammars kommun och Uppland 60°06′07″N 18°22′49″Ö / 60.10186°N 18.38031°Ö
- Hallaren, sjö i Heby kommun och Uppland 60°04′25″N 16°42′32″Ö / 60.07364°N 16.70876°Ö
- Kvistaren, sjö i Österåkers kommun och Uppland 59°33′32″N 18°28′37″Ö / 59.55895°N 18.47694°Ö
- Lill-Enaren, sjö i Österåkers kommun och Uppland 59°32′54″N 18°27′36″Ö / 59.54843°N 18.46000°Ö
- Mossaren, sjö i Uppsala kommun och Uppland 60°06′01″N 17°26′27″Ö / 60.10037°N 17.44083°Ö
- Skäggaren, Uppland, sjö i Norrtälje kommun och Uppland 59°43′26″N 18°47′36″Ö / 59.72394°N 18.79330°Ö
- Slaktaren, Uppland, sjö i Norrtälje kommun och Uppland 59°46′35″N 18°29′21″Ö / 59.77649°N 18.48914°Ö
- Stor-Enaren, sjö i Österåkers kommun och Uppland 59°32′46″N 18°27′19″Ö / 59.54619°N 18.45541°Ö
- Stor-Vikaren, sjö i Norrtälje kommun och Uppland 60°03′51″N 18°40′42″Ö / 60.06420°N 18.67831°Ö
- Strömaren, sjö i Tierps kommun och Uppland 60°18′58″N 17°40′21″Ö / 60.31601°N 17.67240°Ö
- Tämnaren, sjö i Heby kommun och Uppland 60°09′43″N 17°19′59″Ö / 60.16181°N 17.33293°Ö
- Ljugaren, Värmland, sjö i Karlskoga kommun och Värmland 59°26′30″N 14°40′45″Ö / 59.44157°N 14.67924°Ö
- Navaren, sjö i Eda kommun och Värmland 59°45′06″N 11°57′07″Ö / 59.75155°N 11.95193°Ö
- Norra Mosaren, sjö i Karlstads kommun och Värmland 59°30′57″N 13°57′32″Ö / 59.51570°N 13.95898°Ö
- Södra Mosaren, sjö i Karlstads kommun och Värmland 59°30′40″N 13°57′34″Ö / 59.51122°N 13.95958°Ö
- Växaren, sjö i Eda kommun och Värmland 59°41′50″N 12°13′22″Ö / 59.69732°N 12.22270°Ö
- Benaren, sjö i Leksands kommun och Dalarna 60°35′35″N 14°46′10″Ö / 60.59317°N 14.76947°Ö
- Bondjämnaren, sjö i Rättviks kommun och Dalarna 61°24′42″N 15°10′04″Ö / 61.41163°N 15.16788°Ö
- Lilla Askakaren, sjö i Falu kommun och Dalarna 60°51′40″N 15°42′21″Ö / 60.86110°N 15.70573°Ö
- Lilla Sångaren, sjö i Smedjebackens kommun och Dalarna 59°54′00″N 15°23′33″Ö / 59.89997°N 15.39240°Ö
- Ljugaren, sjö i Rättviks kommun och Dalarna 60°58′14″N 15°22′59″Ö / 60.97058°N 15.38318°Ö
- Långjämnaren, sjö i Rättviks kommun och Dalarna 61°26′14″N 15°09′25″Ö / 61.43716°N 15.15687°Ö
- Nässaren, sjö i Smedjebackens kommun och Dalarna 60°09′46″N 15°42′41″Ö / 60.16276°N 15.71148°Ö
- Pungaren, sjö i Säters kommun och Dalarna 60°17′57″N 15°42′22″Ö / 60.29918°N 15.70602°Ö
- Skärjämnaren, sjö i Rättviks kommun och Dalarna 61°23′51″N 15°09′36″Ö / 61.39759°N 15.15993°Ö
- Stora Askakaren, sjö i Falu kommun och Dalarna 60°51′46″N 15°44′13″Ö / 60.86282°N 15.73683°Ö
- Stora Sångaren, sjö i Smedjebackens kommun och Dalarna 59°53′17″N 15°23′41″Ö / 59.88813°N 15.39469°Ö
- Svartjämnaren, sjö i Rättviks kommun och Dalarna 61°25′18″N 15°09′56″Ö / 61.42176°N 15.16543°Ö
- Överjämnaren, sjö i Rättviks kommun och Dalarna 61°27′35″N 15°09′10″Ö / 61.45966°N 15.15283°Ö
- Ekaren, sjö i Ockelbo kommun och Gästrikland 61°00′44″N 16°45′43″Ö / 61.01220°N 16.76191°Ö
- Lössnaren, sjö i Gävle kommun och Gästrikland 60°57′05″N 17°02′42″Ö / 60.95129°N 17.04503°Ö
- Ottnaren, sjö i Hofors kommun och Gästrikland 60°29′32″N 16°37′16″Ö / 60.49212°N 16.62104°Ö
- Skäggaren, Gästrikland, sjö i Gävle kommun och Gästrikland 60°53′25″N 16°55′23″Ö / 60.89033°N 16.92294°Ö
- Stillaren, sjö i Hofors kommun och Gästrikland 60°25′21″N 16°32′13″Ö / 60.42260°N 16.53688°Ö
- Väsaren, sjö i Sandvikens kommun och Gästrikland 60°31′12″N 16°38′07″Ö / 60.52012°N 16.63540°Ö
- Ycklaren, sjö i Ockelbo kommun och Gästrikland 60°52′09″N 16°45′43″Ö / 60.86905°N 16.76186°Ö
- Öjaren, sjö i Gävle kommun och Gästrikland 60°43′11″N 16°51′25″Ö / 60.71971°N 16.85691°Ö
- Gebbaren, sjö i Ljusdals kommun och Hälsingland 61°49′15″N 15°22′13″Ö / 61.82082°N 15.37039°Ö
- Åkvandaren, sjö i Härjedalens kommun och Härjedalen 61°40′11″N 13°42′50″Ö / 61.66967°N 13.71400°Ö
- Lejaren, sjö i Strömsunds kommun och Jämtland 64°50′25″N 14°23′02″Ö / 64.84035°N 14.38397°Ö
- Lill-Säljaren, sjö i Strömsunds kommun och Jämtland 64°46′39″N 14°25′27″Ö / 64.77757°N 14.42408°Ö
- Lill-Väktaren, sjö i Strömsunds kommun och Jämtland 64°40′32″N 14°13′08″Ö / 64.67557°N 14.21895°Ö
- Sannaren, sjö i Strömsunds kommun och Jämtland 64°53′20″N 14°42′55″Ö / 64.88898°N 14.71520°Ö
- Stor-Väktaren, sjö i Strömsunds kommun och Jämtland 64°38′32″N 14°22′45″Ö / 64.64221°N 14.37908°Ö
- Störjaren, sjö i Strömsunds kommun och Jämtland 64°46′06″N 14°37′56″Ö / 64.76824°N 14.63222°Ö
- Säljaren, sjö i Strömsunds kommun och Jämtland 64°46′33″N 14°24′22″Ö / 64.77596°N 14.40608°Ö
- Värjaren, sjö i Strömsunds kommun och Jämtland 64°49′22″N 14°32′04″Ö / 64.82278°N 14.53444°Ö
- Vikaren, sjö i Ånge kommun och Medelpad 62°39′56″N 16°18′31″Ö / 62.66556°N 16.30862°Ö

## Sjönamn på -aren, med annat efterled
- Garen, sjö i Värnamo kommun och Småland 57°12′49″N 14°05′47″Ö / 57.21356°N 14.09652°Ö
- Aren, Östergötland, sjö i Mjölby kommun och Östergötland 58°14′45″N 15°15′52″Ö / 58.24592°N 15.26455°Ö
- Hemtvaren, sjö i Finspångs kommun och Östergötland 58°50′09″N 15°51′18″Ö / 58.83591°N 15.85487°Ö
- Långtvaren, sjö i Finspångs kommun och Östergötland 58°51′01″N 15°48′28″Ö / 58.85028°N 15.80777°Ö
- Mellantvaren, sjö i Finspångs kommun och Östergötland 58°50′31″N 15°50′17″Ö / 58.84202°N 15.83808°Ö
- Skomakaren, sjö i Norrköpings kommun och Östergötland 58°43′04″N 16°07′04″Ö / 58.71785°N 16.11771°Ö
- Klaren, sjö i Uddevalla kommun och Bohuslän 58°23′27″N 11°52′39″Ö / 58.39089°N 11.87748°Ö
- Halvfaren, sjö i Hallsbergs kommun och Närke 58°58′10″N 15°21′38″Ö / 58.96954°N 15.36050°Ö
- Märrsprängaren (Karlskoga socken, Värmland), sjö i Karlskoga kommun och Värmland 59°28′03″N 14°35′25″Ö / 59.46743°N 14.59018°Ö
- Märrsprängaren (Lungsunds socken, Värmland), sjö i Storfors kommun och Värmland 59°29′42″N 14°06′25″Ö / 59.49490°N 14.10684°Ö
- Naren, sjö i Hagfors kommun och Värmland 60°14′47″N 13°49′51″Ö / 60.24629°N 13.83075°Ö
- Staren, sjö i Smedjebackens kommun och Dalarna 60°11′08″N 15°18′07″Ö / 60.18553°N 15.30195°Ö
- Innerkammaren, sjö i Örnsköldsviks kommun och Ångermanland 63°45′31″N 18°06′07″Ö / 63.75867°N 18.10205°Ö
- Storborgaren, sjö i Örnsköldsviks kommun och Ångermanland 63°40′07″N 18°16′40″Ö / 63.66852°N 18.27764°Ö
- Västborgaren, sjö i Örnsköldsviks kommun och Ångermanland 63°42′53″N 18°14′35″Ö / 63.71462°N 18.24300°Ö
- Apotekaren, sjö i Norsjö kommun och Västerbotten 64°56′04″N 18°55′55″Ö / 64.93431°N 18.93184°Ö